# African Safari Airways
African Safari Airways (ab 1990 im Markenauftritt verkürzt ASA) war eine kenianische Charterfluggesellschaft mit Geschäftssitz in Mombasa und operativer Basis auf dem Schweizer Flughafen Basel-Mülhausen. Das Tochterunternehmen des Schweizer Reisekonzerns African Safari Club hat seinen Betrieb im März 2008 eingestellt.

## Geschichte

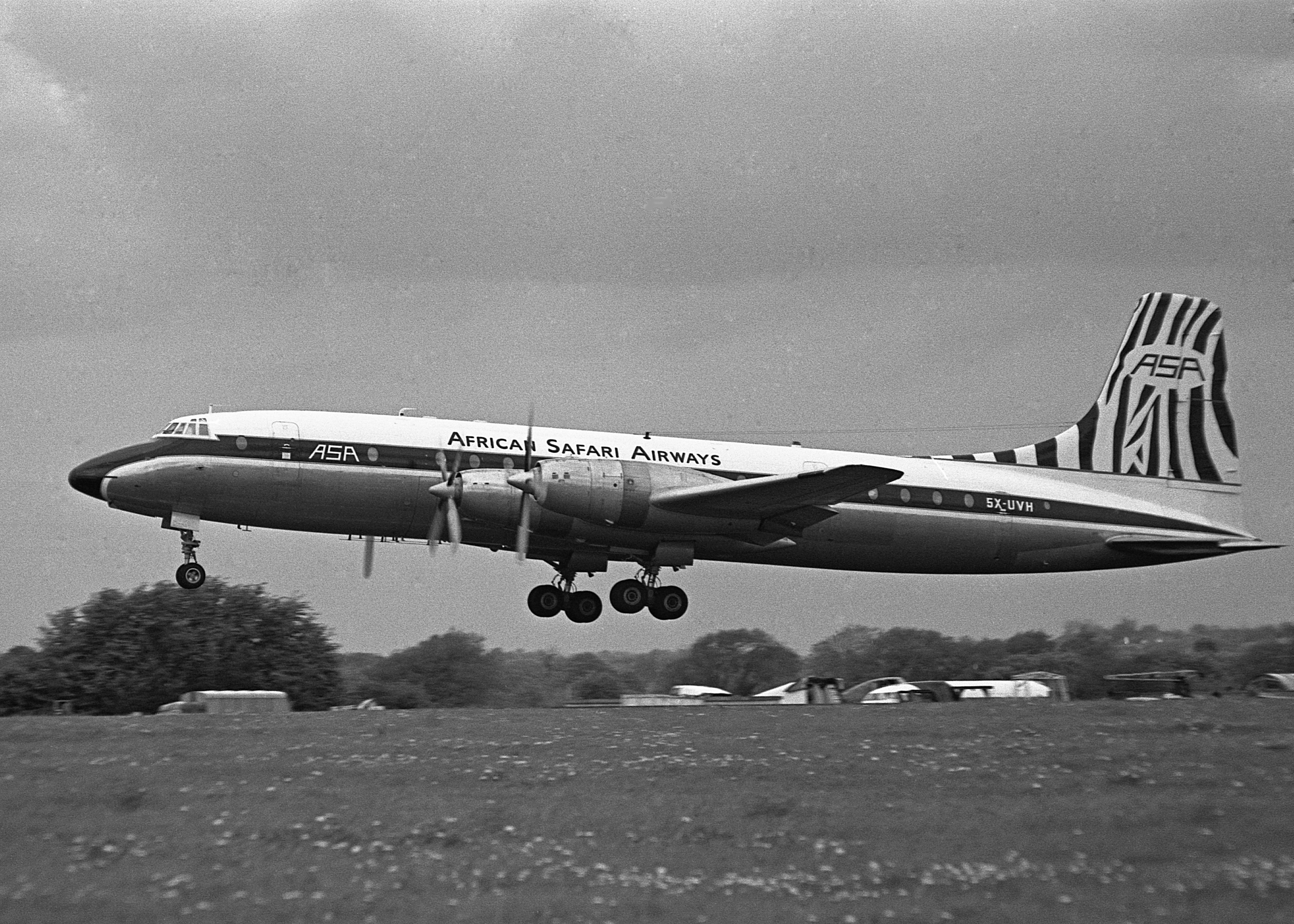
Die Bristol 175 Britannia 313, mit der ASA ihren Betrieb aufnahm

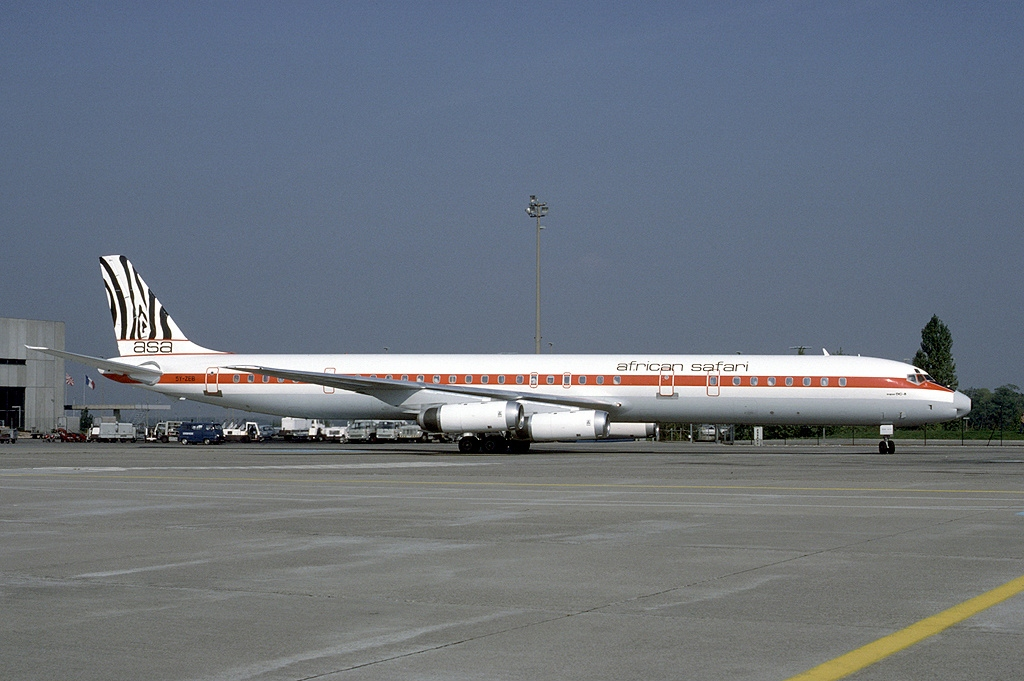
Douglas DC-8-63 der ASA, 1986

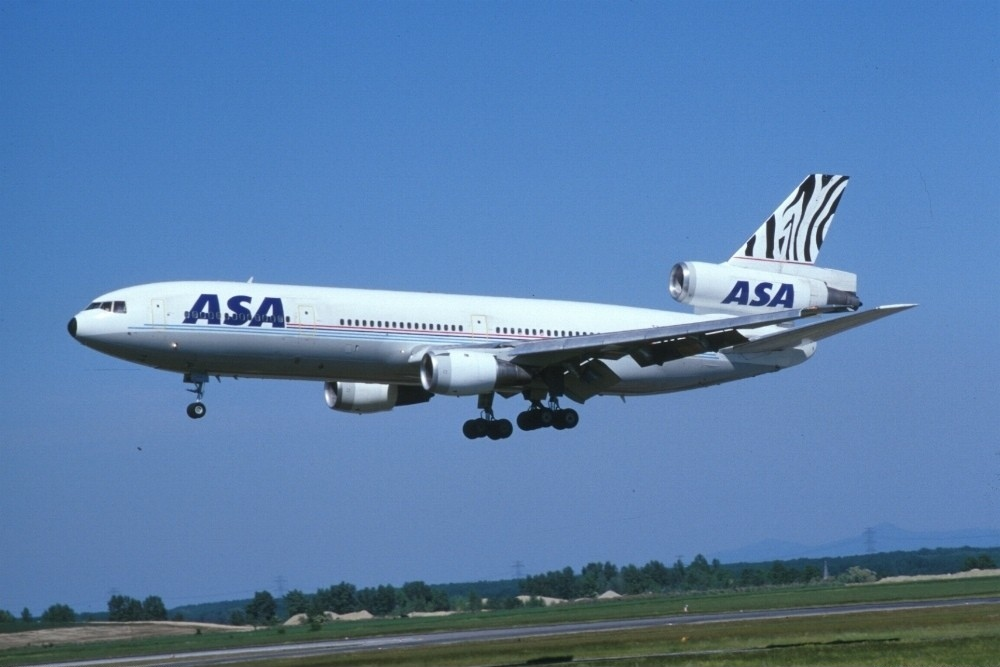
McDonnell Douglas DC-10 der ASA, im Jahr 2000

Im August 1967 erwarb der Schweizer Reiseveranstalter African Safari Club die in Nairobi ansässige Fluggesellschaft Globe Air East Africa, deren Flugbetrieb infolge des eingeleiteten Konkurses ihrer Schweizer Muttergesellschaft Globe Air ruhte. Das Unternehmen wurde am 1. Dezember 1967 zur African Safari Airways (ASA) umfirmiert. Die Aufnahme des Flugbetriebs erfolgte am 30. Dezember 1967 mit einer geleasten Bristol Britannia 313 (Kennzeichen: 5X-UVH) zwischen Zürich und Mombasa. Eine zweite Bristol Britannia ergänzte Ende der 1960er-Jahre die Flotte. Parallel dazu nahm die Gesellschaft IT-Charterflüge zwischen Mombasa und London-Gatwick auf. Im Anschluss wurden unter anderem auch Charterverbindungen von Frankfurt, München und Wien nach Kenia eingerichtet.
Am 1. November 1973 übernahm African Safari Airways ihr erstes Düsenflugzeug, eine Douglas DC-8-33 (5Y-ASA), von der niederländischen Martinair. Das Flugzeug wurde im August 1976 durch eine DC-8-53 ersetzt. Ab dem 24. März 1982 betrieb African Safari Airways eine Douglas DC-8-63, die sie zunächst von KLM mietete und im Juni 1982 erwarb. Nachdem die auf den Seychellen ansässige Schwesterfluggesellschaft Seychelles International Safari Air ihren Betrieb im Sommer 1986 eingestellt hatte, nutzte African Safari Airways zusätzlich deren DC-8-63.
Im Jahr 1990 führte African Safari Airways eine neue Bemalung ein, wobei das mit Schweizer Kennzeichen betriebene zweite Flugzeug (HB-IBF) eine auf dem Seitenleitwerk lackierte Landesflagge erhielt. Gleichzeitig wurde der Gesellschaftsname im Markenauftritt zu ASA verkürzt. Im Dezember 1990 trat ASA eine DC-8-63 an die neu gegründete Air Starline ab. Dieses Schweizer Schwesterunternehmen führte Zubringerflüge zum Kreuzfahrtschiff Royal Star durch, welches der African Safari Club im Jahr 1990 erworben hatte.
Als Ersatz für die DC-8-63 kam ab dem 28. Dezember 1992 eine von KLM geleaste McDonnell Douglas DC-10-30 zum Einsatz. Ein Airbus A310, der langfristig von Hapag-Lloyd Flug gemietet worden war, löste dieses Flugzeug im März 2002 ab. An Ostern 2008 stellte African Safari Airways den Betrieb aus wirtschaftlichen Gründen ein.

## Flotte
Bei Einstellung des Flugbetriebs im Frühjahr 2008 verfügte African Safari Airways über ein Flugzeug:
- Airbus A310-300 (Kennzeichen 5Y-VIP; mit Stand Juni 2011 bei Mahan Air)[14]